# Raymunda Torres y Quiroga
Raymunda Torres y Quiroga (Entre Ríos, ) fue una escritora argentina que defendía el acceso a la educación y la emancipación de la mujer en Argentina de la que no se conocen datos biográficos.

## Biografía
Utilizaba con frecuencia seudónimos para firmar sus artículos entre ellos Madre Selva que lo utilizó para publicar en El correo de las niñas a partir de 1877.
Tuvo un enfrentamiento a través de las publicaciones con Josefina Pelliza de Sagasta con quien oponían sus ideas sobre la educación y la posición que la mujer debía adoptar en la Sociedad a través de la revista La Alborada Literaria del Plata. 
En el periódico publicado en Montevideo llamado El Indiscreto publicaba escritos bajo el seudónimo Elena Matilde Wili y a veces Matilde Elena Wili pero también utilizó: Leopoldo, Luciérnaga, Estela y Celeste.
Bajo el seudónimo Matilde Elena Wuili o Wili le dio forma de cuentos fantásticos a sus ideas sobre la emancipación de la mujer, recurriendo para ello al tópico del feminicidio.
Mediante cuentos del género fantástico publicados en la La Ondina del Plata y en El Álbum del Hogar mencionaba la vida de las mujeres y el feminicidio a los que se veían sometidas en la época.

## Obras
- Entretenimientos literarios de Matilde Elena Wili. Buenos Aires: Imprenta Colón, 1884. La obra cuenta con cuatro apartados: I) “Fantasía”: 21 relatos; II) “Retratos de brocha gorda”: 19 relatos; III) “Miscelánea”: 16 trabajos y IV) “Páginas celestes”: 11 trabajos.
- Historias inverosímiles de Raimunda Torres y Quiroga. Recopilación, notas y estudio preliminar de Carlos Abraham. Temperley: Tren en Movimiento, 2014.
- Cecilia Cuento publicado en El Indiscreto